# La Trencada
La Trencada és una muntanya de 730 metres que es troba entre els municipis d'Alcanar i d'Ulldecona, a la comarca catalana del Montsià.